# 短肠锡叶吸虫
短肠锡叶吸虫（学名：Ceylonocotyle brevicaeca）为同盘科锡叶属的动物。在中国大陆，分布于广东等地，营寄生生活，宿主水牛以及寄生于瘤胃。该物种的模式产地在广东。